# Малышева, Галина Андреевна
Галина Андреевна Малышева  (24 июля 1941, Лысьва, Пермская область, РСФСР — 20 июня 2015, Киров, Российская Федерация) — советская и российская актриса, артистка Кировского драматического театра им. С. М. Кирова, народная артистка Российской Федерации (2000).

## Биография
В 1964 г. окончила ГИТИС имени А. В. Луначарского, педагоги — Н. С. Михоэлс и Н. В. Пажитнов.
Работала в Брянском театре драмы им. А. К. Толстого, Вологодском областном драматическом театре, Лысьвенском муниципальном драматическом театре, Липецком драматическом театре им. Л. Н. Толстого, Театре Северного флота.
С 1976 г. — актриса Кировского областного драматического театра им. С. М. Кирова.

## Театральные работы
- Раиса — «Вожак», Ю.Петухов,
- Валентина — «Звезды на утреннем небе», А.Галин,
- Варвара — «Маленький спектакль на лоне природы», С.Лобозеров,
- Мария Соловьева — «Ивушка неплакучая», М.Алексеев,
- Анна Андреевна — «Ревизор», Н. В. Гоголь,
- Епанчина — «Идиот», Ф. М. Достоевский,
- Кукушина — «Доходное место», А. Н. Островский,
- Миссис Туз — «Все в саду», Э.Олби,
- Старуха — «Медея», Л.Разумовская,
- Бабка — «Семейный портрет с посторонним», С.Лобозеров,
- Проводница — «Жизнь бьет ключом…», Э.Брагинский,
- Домна Платоновна — «Петербург», Н.Лесков.
- Васена — «Выходили бабки замуж», Ф.Буляков.
- Зинаида Савишна — «Иванов», А. П. Чехов,
- Анфиса — «Три сестры», А. П. Чехов,
- Арина Петровна — «Господа Головлевы», М. Е. Салтыков-Щедрин,
- Екатерина — «Любовь — книга золотая», А.Толстой,
- Сиссилия Робсон — «Квартет», Р.Харвуд,
- «Ханума», А.Цагарели.

## Награды и звания
- Народный артист Российской Федерации (2000)
- «Заслуженный артист Российской Федерации» (27 августа 1992) - за заслуги в области искусства